# 아트 하우
아서 헨리 "아트" 하우 주니어(Arthur Henry "Art" Howe, Jr., 1946년 12월 15일 ~ )는 미국의 전 프로 야구 선수이자 감독이다. 메이저 리그 베이스볼(MLB) 팀 피츠버그 파이리츠, 휴스턴 애스트로스, 세인트루이스 카디널스에서 선수 생활을 했다. 감독직은 애스트로스를 시작으로 오클랜드 애슬레틱스, 뉴욕 메츠를 차례로 역임했다.